# Juniperus monticola
Juniperus monticola är en cypressväxtart som beskrevs av Maximino Martinez. Juniperus monticola ingår i släktet enar, och familjen cypressväxter. IUCN kategoriserar arten globalt som livskraftig. Inga underarter finns listade i Catalogue of Life.